# Цай Лунь
Цай Лунь (кит. трад. 蔡倫, упр. 蔡伦, пиньинь Cài Lún; ум. 121) — китайский сановник империи Хань, которому приписывается изобретение бумаги.

## Биография
Цай Лунь родился в уезде Лэйян округа Гуйян. «Всемирный биографический словарь» под редакцией Б. Джонса датирует его рождение предположительно 50 годом н. э., а Британская энциклопедия — предположительно 62 годом н. э. Попал в императорский дворец евнухом в 75 году, в конце царствования императора Мин-ди. Около 80 года, в правление Чжан-ди, получил должность смотрителя Жёлтых ворот. Спустя два года по поручению императрицы Доу руководил допросом матери и тётки бывшего наследника престола Лю Циня, которые затем покончили с собой. В 88 году, после вступления на престол Хэ-ди и начала регентства рода Доу, Цай Лунь получил чин постоянного присутственного чиновника, а затем был назначен главой дворцовых мастерских. С 97 года отвечал за дизайн церемониальных мечей и других атрибутов; в биографическом словаре Р. де Креспиньи отмечается высокое качество работы этого периода, ставшей образцом для мастеров последующих эпох.
В 105 году подал доклад о разработке процесса производства бумаги. Известны образцы бумаги, изготовленной из растительных волокон, относящиеся ко времени Западной Хань и первому столетию Восточной Хань, что может означать, что Цай Лунь был лишь автором технологического процесса с использованием новых материалов (коры деревьев, отходов пенькового производства, тряпья и старых рыбацких сетей). Получаемая в результате бумага была более высокого качества, и проверка показала, что она пригодна для записей больше, чем чистая шёлковая ткань — на тот момент основной материал, использовавшийся для этих целей, при этом будучи намного более дешёвой в производстве. Бумагу, произведённую по методике Цай Луня, официально стали называть «шёлком хоу Цая». Император Хэ-ди пожаловал ему высокий титул министра и богатство.
Наряду с ещё одним соратником императора Хэ, Чжэном Чжуном, Цай сохранял после смерти Хэ влияние при дворе вдовствующей императрицы Дэн. За ним закрепилась репутация честного и осторожного человека и опытного политика. Цая заботили вопросы образования, и примерно со 110 года он осуществлял общее руководство сведением воедино и переизданием классических литературных и философских трудов из собрания библиотеки Восточного павильона. В 114 году он получил во владение небольшой феод, а после смерти Чжэна Чжуна — должность возничего вдовствующей императрицы, вероятно, возглавив всю её свиту. После смерти императрицы Дэн в 121 году императором стал Ань-ди, чья бабка за 40 лет до этого стала жертвой следствия, возглавляемого Цай Лунем. Получив императорский приказ предстать перед судом, сановник расценил это как бесчестие и предпочёл покончить с собой, приняв яд.

## История изобретения
До Цай Луня бумагу в Китае делали из пеньки, а ещё раньше из шёлка, который изготавливали из бракованных коконов шелкопряда.
Цай Лунь растолок волокна шелковицы, древесную золу, тряпки и пеньку. Всё это он смешал с водой и получившуюся массу выложил на форму (деревянная рама и сито из бамбука). После сушки на солнце, он эту массу разгладил с помощью камней. В результате получились прочные листы бумаги.
После изобретения Цай Луня процесс производства бумаги стал быстро совершенствоваться. Стали добавлять для повышения прочности крахмал, клей, естественные красители и т. д.

Изготовление бумаги по методу Цай Луня
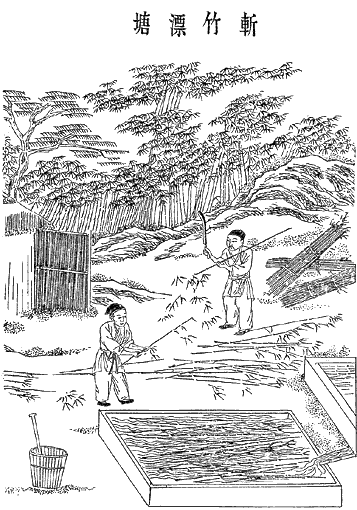
1
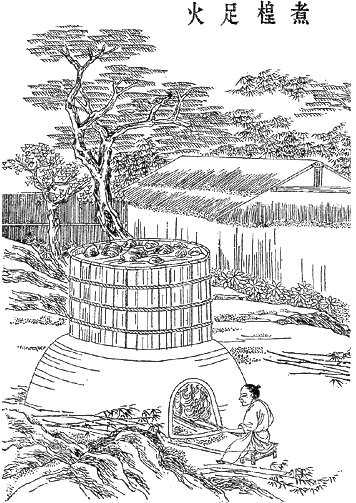
2
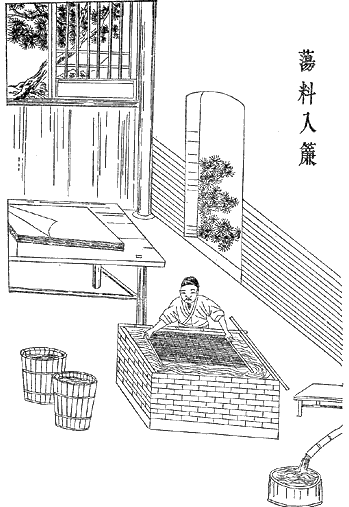
3
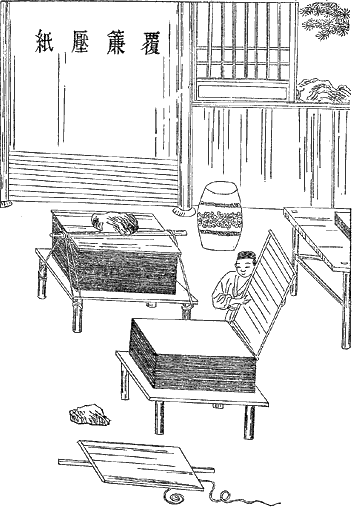
4
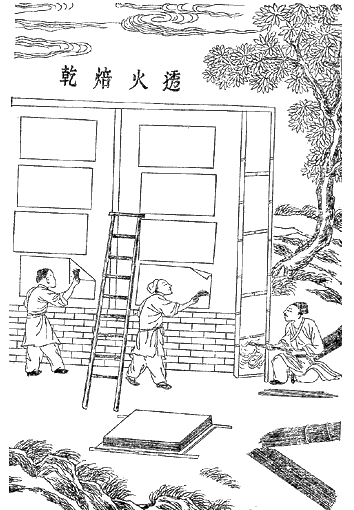
5

## Посмертная слава
Позднее Цай Луня почитали как бога, а каменная ступка, в которой он, согласно традиции, перетирал растительные волокна, много лет демонстрировалась в его бывшем доме.
В книге Майкла Харта «100 самых влиятельных людей в истории» Цай Лунь поставлен на общее 7-е место, выше Иоганна Гутенберга, первым в Европе применившего технику книгопечатания подвижными литерами (китаец Би Шэн, создавший эту технику намного раньше Гутенберга, в список не попал). Харт обосновывает более высокое место Цая в списке тремя причинами:
1. Бумага применяется для различных утилитарных целей, не ограниченных записью текстов;
2. Если бы Цай не усовершенствовал технологию производства бумаги, Гутенберг, возможно, не создал бы свой печатный станок;
3. Если бы была изобретена только одна из двух техник, с большей вероятностью было бы налажено книгопечатание на бумаге с помощью цельных форм, нежели книгопечатание на шёлке с применением подвижного набора.

В 2010 году Международный астрономический союз присвоил имя Цай Лунь лунному кратеру, частично видимому с поверхности Земли.